# Liste des cathédrales d'Égypte
Cet article recense les cathédrales d'Égypte.

## Coptes orthodoxe
Cathédrales coptes orthodoxes en Égypte :
- cathédrale Saint-Marc à Alexandrie ;
- cathédrale Saint-Michel à Assouan ;
- près du Caire :
  - cathédrale Saint-Marc (en) à Azbakeya (en), district du Caire ;
  - cathédrale Saint-Marc à Abbassia, quartier du Caire ;
  - cathédrale de la Nativité, dans la ville en construction destinée à devenir la nouvelle capitale égyptienne, actuellement rattachée au Caire.ˆ

## Autres orthodoxes
Cathédrales orthodoxes en Égypte :
- cathédrale de l’Annonciation à Alexandrie (Patriarcat orthodoxe d’Alexandrie) ;
- monastère Sainte-Catherine du mont Sinai (archevêché du Sinaï).

## Catholiques
Cathédrales de l'Église catholique en Égypte :
- cathédrale Sainte-Catherine à Alexandrie (Église catholique romaine) ;
- cathédrale de la Dormition à Alexandrie (Église grecque-catholique melkite) ;
- près du Caire :
  - cathédrale de l’Annonciation au Caire (Église catholique arménienne) ;
  - cocathédrale Notre-Dame à Héliopolis, district du Caire (Église catholique romaine) ;
  - cathédrale Notre-Dame-d’Égypte au Caire (Église catholique copte) ;
  - cathédrale Notre-Dame-de-Fátima (en) au Caire (Église catholique chaldéenne) ;
  - cathédrale de la Résurrection au Caire (Église grecque-catholique melkite) ;
- cocathédrale Marie-Reine-du-Monde à Port-Saïd (Église catholique romaine).

## Anglicans
Cathédrales anglicanes :
- cathédrale de Tous-les-Saints (en) à Zamalek, quartier du Caire.